# Tullio Porcelli
Tullio Porcelli (Napoli, 2 luglio 1914 – Sahà Bangia, 1º giugno 1940) è stato un militare italiano, decorato di medaglia d'oro al valor militare alla memoria nel corso delle operazioni di grande polizia coloniale in Africa Orientale Italiana.

## Biografia
Nacque a Napoli il 2 luglio 1914, figlio di Oreste e Giovanna Forte. Nel novembre 1935 fu ammesso a frequentare il corso allievi ufficiali di complemento presso il 39º Reggimento fanteria di stanza a Salerno. Divenuto sottotenente il 25 maggio 1936, fu assegnato in servizio al 3º Reggimento granatieri. Trattenuto in servizio attivo, partiva per la Somalia italiana al seguito del 645º Ospedale da campo mobilitato per le esigenze di servizio dell'Africa Orientale Italiana il 10 gennaio 1937. Nel luglio successivo passò alla dipendenze del Comando Forze Armate dell'Amara, assegnato al LXVII Battaglione coloniale. Cadde in combattimento contro formazioni ribelli il 1 giugno 1940, poco tempo prima dell'entrata in guerra del Regno d'Italia. Insignito della medaglia d'oro al valor militare alla memoria, fu promosso postumo al grado di tenente con anzianità dal 31 dicembre 1938. Una via di Napoli è intitolata a lui e a suo fratello Nicola.

### Fonti
1. 1 2 3 4 5 6 7  Combattenti Liberazione.
2. ↑   Tullio Porcelli, su Quirinale.it. URL consultato il 30 giugno 2021.
3. ↑  Registrato alla Corte dei conti il 26 marzo 1942, registro n.12 Africa Italiana, foglio n.129.